# Cerei
Cerei (Cerej in sloveno, pronuncia [tsɛˈɾɛi̯]) è un insediamento (naselje) di 110 abitanti, della municipalità di Capodistria della regione statistica Carsico-litoranea della Slovenia.
Cerei sorge a ridosso del confine italo-sloveno, in prossimità di Muggia, nella sua zona periferica di via di Crevatini.

## Storia
L'area faceva tradizionalmente parte della regione storica del Litorale, ora invece è inglobata nella regione Carsico-litoranea.